# Ácido 3-(4-hidroxifenil)láctico
Ácido 3-(4-hidroxifenil)láctico, ácido b-(4-hidroxifenil)láctico ou ácido 2-hidroxi-3-(4-hidroxifenil)propanoico é o composto químico orgânico de fórmula C9H10O4, SMILES O=C(O)C(O)Cc1ccc(O)cc1, massa molecular 182,173294.
Pode ser entendido como o ácido 3-(4-hidroxifenil)propiônico com um grupo hidroxila adicionado ao átomo de carbono 2 da cadeia alifática.